# Boussou
Pour les articles homonymes, voir Boussou (homonymie).
Boussou est une commune rurale et le chef-lieu du département de Boussou situé dans la province du Zondoma de la région Nord au Burkina Faso.

## Géographie
Boussou se trouve à environ 30 km à l'ouest du centre de Yako et de la route nationale 2 allant vers le nord-ouest du pays, et à environ 90 km au sud-ouest d'Ouahigouya.

## Économie
Du fait de son statut de chef-lieu du département et de sa position géographique, Boussou est le principal point d'échanges commerciaux et marchands du département notamment grâce à son marché.

## Santé et éducation
Boussou accueille un centre de santé et de promotion sociale (CSPS) tandis que le centre médical se trouve à Gourcy.
La commune possède depuis 2014 l'un des trois collèges d'enseignement général du département ainsi que, depuis 1996, le lycée du département,.